# Miguel Urquizar
Miguel Urkizar nacido en Tolosa (Guipúzcoa, España). Fue un ciclista español, profesional entre los años 1956 y 1962. 
Era un corredor que destacó en el ciclocrós, acabando cinco veces entre los diez primeros del Campeonato de España de Ciclocrós.

## Palmarés
1959
- 3.º Campeonato de España de Ciclocrós

## Resultados en Grandes Vueltas y Campeonato del Mundo
Durante su carrera deportiva ha conseguido los siguientes puestos en las Grandes Vueltas y en los Campeonatos del Mundo en carretera y ciclocrós:
| Carrera              | 1956 | 1957 | 1958 | 1959 | 1960 | 1961 | 1962 |
| -------------------- | ---- | ---- | ---- | ---- | ---- | ---- | ---- |
| Giro de Italia       | -    | -    | -    | -    | -    | -    | -    |
| Tour de Francia      | -    | -    | -    | -    | -    | -    | -    |
| Vuelta a España      | -    | -    | -    | -    | -    | -    | -    |
| Mundial en Ruta      | -    | -    | -    | -    | -    | -    | -    |
| Mundial de Ciclocrós | -    | -    | -    | 28º  | Ab.  | 18º  | -    |

-: no participa

Ab.: abandono

## Equipos
- Independiente (1956)
- Boxing Club (1957)
- Independiente (1958-1959)
- Beasáin Kas (1960)
- Independiente (1961-1962)